# Porthmidius
Porthmidius is een geslacht van kevers uit de familie  
kniptorren (Elateridae).
Het geslacht is voor het eerst wetenschappelijk beschreven in 1847 door Germar.

## Soorten
Het geslacht omvat de volgende soorten:
- Porthmidius austriacus (Schrank, 1781)
- Porthmidius flavescens Fleutiaux, 1922
- Porthmidius gelineki (Reitter, 1904)
- Porthmidius solitarius Fleutiaux, 1922